# 下毛亚纲
下毛亚纲（学名：Hypotrichia），原作下毛目（Hypotrichida），列在多膜纲（Polyhemenophora）下。根据最新分类系统，為旋毛纲下四個亞綱之一。

## 下属分类
下毛纲包括以下目：
- 游仆目 Euplotida
- 尖毛目 Oxytrichida
- 列毛目 Stichotrichida
- 尾柱虫目 Urostylida